# 구성초등학교 (경북)
구성초등학교는 대한민국 경상북도 김천시에 있는 공립 초등학교이다.

## 학교 연혁
- 1940.04.15 구성공립심상소학교로 설립인가
- 1940.04.25 개교
- 1941.03.01 구성국민학교로 교명 개칭
- 1970.09.12 방산국민학교 분리 개교
- 1996.03.01 구성초등학교로 교명 개칭
- 1999.03.01 방산초등학교 통폐합
- 1999.09.01 임천분교장 통폐합
- 2005.12.20 전국 100대 교육과정 최우수 학교로 지정
- 2009.03.01 과곡분교장 통폐합
- 2011.03.01 양각분교장 통폐합
- 2014.09.01 제30대 이윤태 교장 부임
- 2015.02.13 제70회 졸업(졸업생 총 3,947명)
- 2023.04.01 졸업생 이지응 장학금 장학생 수여
- 2024.01.05 제 78회 졸업

## 참고 자료
- 구성초등학교 - 한국교육학술정보원 학교알리미